# Elmche
Die Elmche ist ein etwa 1,5 km langer, nordwestlicher und rechter Zufluss des Wesebachs in Meinerzhagen im nordrhein-westfälischen Märkischen Kreis.

## Geographie

### Verlauf
Die Elmche entspringt nordwestlich von Ebberg nahe Meinerzhagen auf etwa 467 m ü. NHN und fließt zunächst Richtung Südosten, nach etwa 200 m erreicht die Elmche das Dorf Ebberg und schwenkt nach Osten. Später speist der Bach noch einen kleinen See und mündet nach etwa 1,5 km  auf ca. 325 m ü. NHN  von rechts in den Wesebach.
Der etwa 1,3 km lange Lauf der Elmche endet etwa 142 Höhenmeter unterhalb ihrer Quelle, sie hat somit ein mittleres Sohlgefälle von ungefähr 95 ‰.

### Einzugsgebiet
Das Einzugsgebiet der Elmche wird durch sie über den Wesebach, die Ihne, die Bigge, die Lenne die Ruhr und den Rhein zur Nordsee entwässert.
Es grenzt
- im Osten an das Einzugsgebiet des Wesebach
- und im Westen an das des Ränkebachs, der in die Ihne mündet.

Die höchste Erhebung ist der Steinberg mit einer Höhe von 485,7 m ü. NHN im Südwesten des Einzugsgebietes. Das Einzugsgebiet wird durch Wälder und Ackerbau geprägt. Im Einzugsgebiet liegt das Naturschutzgebiet Elmchebach-Tal.